# Мументалер, Серж
Серж Мументалер (нем. Serge Muhmenthaler; род. 20 мая 1953, Гренхен, Solothurn-Lebern) — швейцарский футболист и футбольный судья.
Играл на позиции нападающего за «Гренхен», «Янг Бойз» и «Базель». Чемпион Швейцарии сезона 1976/77 в составе «Базеля», обладатель Кубка часов в 1971, 1973 и 1978 годах, финалист Кубка Альп 1975 года.
После окончания карьеры игрока стал футбольным арбитром. С сезона-1980/81 обслуживал матчи низших швейцарских дивизионов, с сезона-1984/85 — арбитр швейцарской футбольной лиги. С 1989 года — арбитр ФИФА. Провёл более 70 международных игр в качестве главного судьи (среди них первый финальный матч Кубка УЕФА 1995/96 «Бавария» — «Бордо», матч финальной части Евро-96 Турция — Хорватия, ответный матч Суперкубка УЕФА 1996 «Ювентус» — «Пари Сен-Жермен») и более 250 матчей на национальном уровне: помимо игр швейцарского чемпионата провёл 4 игры в немецкой бундеслиге. В декабре 1997 года завершил судейскую карьеру. Арбитр года в Швейцарии 1989.